# 1. ročník udílení Critics' Choice Movie Awards
1. ročník udílení Critics' Choice Movie Awards se konal v roce 1996, kdy se oceňovaly nejlepší úspěchy v oblasti kinematografie za rok 1995

## Vítězové
- Nejlepší film: Rozum a cit
- Nejlepší režisér: Mel Gibson – Statečné srdce
- Nejlepší herec: Kevin Bacon – Vražda prvního stupně
- Nejlepší herečka: Nicole Kidmanová – Zemřít pro...
- Nejlepší herec ve vedlejší roli: Kevin Spacey a Ed Harris (za několik filmů)
- Nejlepší herečka ve vedlejší roli: Mira Sorvino – Mocná Afrodité
- Nejlepší cizojazyčný film: The Postman - Posel budoucnosti (Itálie)
- Nejlepší dokument: Crumb
- Nejlepší scénář: Emma Thompsonová – Rozum a cit
- Speciální rodinné filmové ocenění: Babe - galantní prasátko